# Biostatistik
Biostatistik är tillämpning av statistik på det biologiska området. Kunskap i biostatistik är viktigt vid planering, utvärdering och tolkning av biomedicinsk forskning. Biostatistik är också ett verktyg för epidemiologi.

## Statistiska metoder inom biomedicinsk forskning
- Deskriptiv statistik
  - Algebriska noteringar
  - Dot Plot
  - Slump medelvärde
  - Residualer
  - Slumpvarians
  - Slump standardavvikelse
  - Percentil och Median
  - Box-plot
  - Histogram
  - Scatter Plot
- Statistiska mjukvara (SAS, SPSS, STATA, STATISTICA, MiniTab, S-Plus, R, MLwiN, JMP, HML, gretl)
- Statistiska slutsatser
  - Sannolikhetsteori, funktioner och fördelningar
  - Medelvärde, varians och standardavvikelse
  - Normalfördelning
  - Förväntade medelvärde
  - Standardavvikelse
  - Nollhypoteser, alternativhypoteser och P-värde
  - 95% konfidensintervall
  - Statistiska styrka eller power
  - Z och Student-t fördelning
  - Parade t-test
  - Oberoende t-test med gemensam standardfelskattning
  - Oberoende t-test med separat standardfelskattning
  - Chitvåfördelning
- Linjär regressionsanalys
  - Slumpens kovarians
  - Slumpens korrelationskoefficient
  - Populationens kovarians och korrelationskoefficient
  - Kondition förväntningar
  - Confounding
  - Effekt modifierare och confounding variabler
  - Multikollinearitet
  - Multipel linjär regression
  - Polynomialregression
- Enkel logistisk regression
  - Oddskvot
- Multipel Logistisk regression
  - Tvärsnittstudie
  - Fall-refrerentstudier
- Överlevnadsanalyser
  - Kohortstudier
  - Livslängdtabell
  - Kaplan-Meier överlevnads kurvor
  - Hazard Regression Analyser
- Poisson Regression; Slutsatser för Morbiditet och Mortalitet kvot
  - Multiple Poisson Regression
- Variansanalys, Fasta effekter och slump effekter
  - Variansanalys, Upprepade Mättningar
  - Variansanalys, ANOVA, ANCOVA, MANOVA, MANCOVA
- Hierarkiska Modeller (Flernivåanalyser), HLM, HGLM
- Multvariata Data Analys Metoder, FA, PCA
- Multvariata Data Analys Metoder, DA
- Multvariata Data Analys Metoder, CA
- Meta-analys